# قیصر کاشی‌یوا
قیصر کاشی‌یوا (به ترکی آذربایجانی: Qeysər Kaşıyeva) (زاده ۷ ژوئن ۱۸۹۳ در تفلیس — درگذشت ۱۷ آوریل ۱۹۷۲ باکو) نقاش آذربایجانی که وی اولین نقاش زن حرفه‌ای در تاریخ جمهوری آذربایجان است.
قیصر کاشی‌یوا با نام کامل قیصر سیف‌الله قیزی کاشی‌یوا در تفلیس (پایتخت کنونی گرجستان) به سال ۱۸۹۳ در خانواده‌ای از قومیت آذربایجانی زاده شد، پدرش افسر ارتش شاهنشاهی روسیه متولد شد. او در ۱۹۰۷–۱۹۰۸ یک دوره نقاشی حرفه‌ای را که در انجمن هنری قفقاز صورت گرفت، گذراند. بعدتر با نشریه ملانصرالدین که به زبان ترکی آذربایجانی منتشر می‌شد، همکاری داشت. اولین آثار کاشی‌یوا در آبرنگ، مداد، جوهر در نشریه چاپ می‌شد. وی همچنین در انجمن زنان مسلمان نیکوکار قفقاز به طراحی برنامه، نمایش و پوستر فعالیت داشت.
پس از استقرار جمهوری دمکراتیک آذربایجان در سال ۱۹۱۸، به باکو نقل مکان کرد و مدرس رشته هنر شد همزمان به عنوان یک تصویرگر در مجله «شرق گادینی» مشغول فعالیت گشت. پس از فعالیت‌های سیاسی در حرب کمونیست آذربایجان، توسط روس‌ها از کشور تبعید شد، قیصر کاشی‌یوا در دهه ۱۹۵۰ به جمهوری آذربایجان بازگشت و دوباره کارهای هنری را پیگیری کرد. تا اینکه در سال ۱۹۷۲ و در ۷۸ سالگی درگذشت. آثارش در موزه هنرهای زیبا در باکو نگهداری می‌شود.